# Blackfield
Blackfield is een muzikale samenwerking tussen Steven Wilson, oprichter en zanger van de Engelse band Porcupine Tree en Aviv Geffen, een bekende Israëlische rockzanger en vredesactivist.

## Bezetting

### Huidige leden
- Steven Wilson – zang, gitaar, keyboards (2001–heden)
- Aviv Geffen – zang, keyboards, gitaar (2001–heden)
- Omri Agmon - gitaar (2017-heden)
- Hadar Green – basgitaar (2017-heden)
- Tomer Z – drums, percussie (2004–heden)
- Eran Mitelman – piano, keyboards (2007–heden)

### Voormalige leden
- Chris Maitland – drums, percussie, achtergrondzang (2001–2004)
- Daniel Salomon – piano, keyboards, achtergrondzang (2004–2007)
- Seffy Efrati - basgitaar, achtergrondzang (2004-2014)

## Geschiedenis
In 2000 wordt Steven Wilson uitgenodigd om concerten van Aviv Geffen bij te wonen. Het is het begin van een vriendschap die uitmondt in samenwerking. Op het album ‘In Absentia’ van Porcupine Tree werkt Geffen mee als achtergrondzanger. In 2001 start het duo met schrijven van nummers voor een gezamenlijk album. In februari 2004 komt de cd uit in Israël, een half jaar later in Europa en in 2005 in de Verenigde Staten. De muziek van Blackfield kan omschreven worden als pop-rock met progressieve-rock invloeden.

## Discografie

### Studioalbums
| Jaar                                                                 | Titel                                                                     | Hoogste posities in de hitlijsten | Hoogste posities in de hitlijsten | Hoogste posities in de hitlijsten | Hoogste posities in de hitlijsten | Hoogste posities in de hitlijsten | Hoogste posities in de hitlijsten | Hoogste posities in de hitlijsten | Hoogste posities in de hitlijsten |
| Jaar                                                                 | Titel                                                                     | BEL (Fl)                          | BEL (Wa)                          | FRA                               | FIN                               | NLD                               | ZWI                               | POL                               | VK                                |
| -------------------------------------------------------------------- | ------------------------------------------------------------------------- | --------------------------------- | --------------------------------- | --------------------------------- | --------------------------------- | --------------------------------- | --------------------------------- | --------------------------------- | --------------------------------- |
| 2004                                                                 | Blackfield - Publicatie: januari 2004 - Label: Helicon, Snapper           | —                                 | —                                 | —                                 | —                                 | —                                 | —                                 | —                                 | —                                 |
| 2007                                                                 | Blackfield II - Publicatie: 13 februari 2007 - Label: Atlantic/We Put Out | —                                 | —                                 | —                                 | —                                 | 78                                | —                                 | 19                                | —                                 |
| 2011                                                                 | Welcome to My DNA - Publicatie: 28 maart 2011 - Label: Kscope             | —                                 | 100                               | 185                               | 47                                | 31                                | 64                                | 10                                | 139                               |
| 2013                                                                 | Blackfield IV - Publicatie: 26 augustus 2013 - Label: Kscope              | 98                                | 47                                | 65                                | —                                 | 28                                | 74                                | 8                                 | 95                                |
| 2017                                                                 | Blackfield V - Publicatie: 10 februari 2017 - Label: Kscope               | 115                               | 118                               | 155                               | 43                                | 16                                | 48                                | 16                                | 54                                |
| 2020                                                                 | For the Music - Publicatie: 4 december 2020 - Label: Warner Music Group   | –                                 | –                                 | –                                 | –                                 | –                                 | –                                 | –                                 | –                                 |
| "—" geeft een publicatie aan die niet in de hitlijsten is opgenomen. |                                                                           |                                   |                                   |                                   |                                   |                                   |                                   |                                   |                                   |

### Dvd's
| Jaar | Titel                                                                | Hoogste posities in de hitlijsten |
| Jaar | Titel                                                                | NLD                               |
| ---- | -------------------------------------------------------------------- | --------------------------------- |
| 2007 | Live in New York City - Publicatie: 6 november 2007 - Label: Snapper | 30                                |

### Singles
- 2003: Hello
- 2003: Pain
- 2004: Blackfield
- 2004: Cloudy Now
- 2007: Once
- 2007: Miss U
- 2007: My Gift of Silence
- 2011: Waving
- 2013: Jupiter
- 2014: Sense of Insanity
- 2020: Summer's Gone
- 2020: Under My Skin

### Hitnoteringen
| Album met eventuele hitnotering(en) in de Nederlandse Album Top 100 | Datum van verschijnen | Datum van binnenkomst | Hoogste positie | Aantal weken | Opmerkingen                      |  |
| ------------------------------------------------------------------- | --------------------- | --------------------- | --------------- | ------------ | -------------------------------- |  |
| Blackfield                                                          | 01-2004               | -                     |                 |              |                                  |  |
| Blackfield II                                                       | 09-02-2007            | 24-02-2007            | 78              | 1            |                                  |  |
| Welcome to my DNA                                                   | 18-03-2011            | 02-04-2011            | 31              | 2            |                                  |  |
| IV                                                                  | 26-08-2013            | ?                     | 28              | ?            | Nummer 98 in Ultratop Vlaanderen |  |
| Blackfield V                                                        | 10-02-2017            |                       |                 |              |                                  |  |
| Open Mind: The Best of Blackfield                                   | 2018                  |                       |                 |              |                                  |  |
| For the Music                                                       | 2020                  |                       |                 |              |                                  |  |

### DVD's
- 2007: Live in New York City

| Dvd's met hitnoteringen in de Nederlandse Music Top 30 | Datum van verschijnen | Datum van binnenkomst | Hoogste positie | Aantal weken | Opmerkingen |
| ------------------------------------------------------ | --------------------- | --------------------- | --------------- | ------------ | ----------- |
| Live in NYC                                            | 2007                  | 27-10-2007            | 30              | 1            |             |